# István Ludescher
István Ludescher (n. 15 septembrie 1941) este viceprimar al municipiului Baia Mare, ales în 2000 din partea UDMR. În perioada 2010-2011, după condamnarea penală a primarului Cristian Anghel, a asigurat interimatul la conducerea primăriei.